# مسابقات هنری در المپیک تابستانی ۱۹۱۲
مسابقات هنری یکی از رویدادهای بازی‌های المپیک تابستانی ۱۹۱۲ است که در شهر استکهلم، سوئد برای اولین بار در پنج بخش معماری، ادبیات، موسیقی، نقاشی و مجسمه‌سازی برگزار شده است.

## جدول مدال‌ها
| رتبه           | کشور                      | طلا | نقره | برنز | مجموع |
| -------------- | ------------------------- | --- | ---- | ---- | ----- |
| ۱              | ایتالیا (ITA)             | ۲   | ۰    | ۰    | ۲     |
| ۲              | فرانسه (FRA)              | ۱   | ۱    | ۰    | ۲     |
| ۳              | ایالات متحده آمریکا (USA) | ۱   | ۰    | ۰    | ۱     |
| ۳              | سوئیس (SUI)               | ۱   | ۰    | ۰    | ۱     |
| مجموع (۴ کشور) | مجموع (۴ کشور)            | ۵   | ۱    | ۰    | ۶     |

## نتایج
| رویداد    | طلا                                                                        | نقره                                                         | برنز          |
| معماری    | اوژنی مونو و آلفونس لاوریر (SUI) · Building plan of a modern stadium       | مدال داده نشد                                                | مدال داده نشد |
| ادبیات    | پیر دو کوبرتن (FRA) · "Ode to Sport"                                       | مدال داده نشد                                                | مدال داده نشد |
| موسیقی    | ریکاردو بارتلمی (ITA) · "Olympic Triumphal March"                          | مدال داده نشد                                                | مدال داده نشد |
| نقاشی     | کارلو پلگرینی (ITA) · Three connected friezes representing "Winter Sports" | مدال داده نشد                                                | مدال داده نشد |
| مجسمه‌سازی | والتر دابلیو وینانس (USA) · Bronze statuette "An American trotter"         | ژرژ دوبوئا (FRA) · Model of the entrance to a modern stadium | مدال داده نشد |